# Yamila Cazón
Yamila Andrea Cazón (Córdoba, provincia de Córdoba, Argentina, 13 de julio de 1993) es una exfutbolista argentina.
Jugó durante 13 años como defensora en Talleres, equipo del que también fue capitana. Fue el período más largo de una futbolista en el club.
Es considerada una referente en la historia de Las Matadoras y en el fútbol femenino de Córdoba.

## Trayectoria
Cazón comenzó a jugar en Talleres en 2012, cuando se creó la división femenina del club, en el equipo del que además es hincha. Previo a llegar al club de Las Matadoras pasó brevemente por Barrio Parque. Con el club albiazul, logró los subcampeonatos de la Final Anual 2015, Primera A de Liga Cordobesa en 2019 y Copa Córdoba también ese mismo año.
Sufrió una lesión a comienzos del 2020, año en el que además el torneo de Primera A se suspendió debido a la pandemia de COVID-19. Al año siguiente, Talleres fue arbitrariamente expulsado de la Liga Cordobesa, por lo que el club acumuló dos años sin competir mientras algunas jugadoras se iban a jugar a Buenos Aires.
Para 2022, se confirmó que Talleres ingresaría a la competición nacional de AFA. Cazón disputó el torneo de tercera división con Talleres, con el que logró el ascenso a Primera B. Si bien una lesión la alejó de las canchas en julio de ese año, continuó siendo una referente del plantel. En dos años, Talleres logró el ascenso a Primera, y aunque si bien Cazón colgó los botines a mediados de 2024, acompañó al equipo hasta el último partido. Oficializó su retiro en diciembre de 2024.

## Clubes
| Club     | País      | Año       |
| -------- | --------- | --------- |
| Talleres | Argentina | 2012-2024 |